# クロガヤ
クロガヤ Gahnia tristis Nees は、カヤツリグサ科の植物の一つ。多数の根出葉を持ち、大きな株になる。

## 特徴
根茎は短く、大きな株建ちになる。草丈は60-90cm、根出葉は数多く、多く立ち上がる。
根出葉は細長く、葉幅は5-8mm、先端は細く伸びる。葉質は硬く、縁は小さな鋸歯が並んで強くざらつく。歯の裏面は緑で艶があり、表面は粉を吹いて白っぽい白色。これは、裏表逆のようだが、実際には葉の基部でねじれて、裏面が表を向いている、イネ科には珍しくない葉形である。
桿（花茎）は歯の間からまっすぐに立ち、15-20cmで、葉の間から突き出さない。その表面はなめらかで、多少の稜があり、少数の茎葉がある。花序は円錐花序だが、それぞれの文化所は茎に沿って立つので、全体に棒状、下部では分断する。
包は葉状で、細長く、立ち気味に伸びる。小穂は長さ1cm、長楕円状披針形で、10枚ほどの鱗片が重なり合い、黒褐色に見える。小穂の鱗片のほとんどは花を抱かず、先端の3枚のみが花を含む。そのうちの先端のもののみが両性花で、他の2つは雄性花である。
果実は長さ4-5mm、倒卵形で三綾があり、はじめ白いが熟すると真っ黒になり、表面にはつやがある。

## 生育環境
原野に分布。沖縄本島では、北部のリュウキュウマツ林の林縁など、日当たりがよいやせた地に大きな株をよく見かける。

## 分布
日本では南西諸島の奄美大島から沖縄本島、久米島、石垣島、西表島、与那国島などから知られている。国外では中国南部、インドシナ、マレー半島、ボルネオから知られる。

## 利害
直接に実用的なものはあまりない。

## 分類
クロガヤ属はオーストラリアを中心に、ニュージーランド、ポリネシア、熱帯アジアに約30種がある。
日本ではこの種の他、小笠原諸島にムニンクロガヤ G. aspera (R. Br.) Spreng. がある。